# Tectamus Linea
La Tectamus Linea è una struttura geologica della superficie di Europa.